# 2798 Vergilius
2798 Vergilius è un asteroide della fascia principale. Scoperto nel 1960, presenta un'orbita caratterizzata da un semiasse maggiore pari a 2,4174290 UA e da un'eccentricità di 0,0592303, inclinata di 5,32654° rispetto all'eclittica.